# 24 ur Le Mansa 1990
24 ur Le Mansa 1990 je bila oseminpetdeseta vzdržljivostna dirka 24 ur Le Mansa. Potekala je 16. in 17. junija 1990.

## Rezultati

### Uvrščeni
NC = neuvrščeni - niso prevozili 70% razdalje zmagovalca, DNF = odstop, DNS = niso štartali
| Poz    | Razred | Št  | Moštvo                                    | Dirkači                                                  | Šasija                             | Gume | Krogi |
| Poz    | Razred | Št  | Moštvo                                    | Dirkači                                                  | Motor                              | Gume | Krogi |
| ------ | ------ | --- | ----------------------------------------- | -------------------------------------------------------- | ---------------------------------- | ---- | ----- |
| 1      | C1     | 3   | Silk Cut Jaguar Tom Walkinshaw Racing     | John Nielsen Price Cobb Martin Brundle                   | Jaguar XJR-12                      | G    | 359   |
| 1      | C1     | 3   | Silk Cut Jaguar Tom Walkinshaw Racing     | John Nielsen Price Cobb Martin Brundle                   | Jaguar 7.0L V12                    | G    | 359   |
| 2      | C1     | 2   | Silk Cut Jaguar Tom Walkinshaw Racing     | Jan Lammers Andy Wallace Franz Konrad                    | Jaguar XJR-12                      | G    | 355   |
| 2      | C1     | 2   | Silk Cut Jaguar Tom Walkinshaw Racing     | Jan Lammers Andy Wallace Franz Konrad                    | Jaguar 7.0L V12                    | G    | 355   |
| 3      | C1     | 45  | Alpha Racing Team                         | Tiff Needell David Sears Anthony Reid                    | Porsche 962C                       | Y    | 352   |
| 3      | C1     | 45  | Alpha Racing Team                         | Tiff Needell David Sears Anthony Reid                    | Porsche Type-935 3.0L Turbo Flat-6 | Y    | 352   |
| 4      | C1     | 7   | Joest Porsche Racing                      | Hans Joachim Stuck Derek Bell Frank Jelinski             | Porsche 962C                       | M    | 350   |
| 4      | C1     | 7   | Joest Porsche Racing                      | Hans Joachim Stuck Derek Bell Frank Jelinski             | Porsche Type-935 3.0L Turbo Flat-6 | M    | 350   |
| 5      | C1     | 23  | Nissan Motorsports International          | Masahiro Hasemi Kazuyoshi Hoshino Toshio Suzuki          | Nissan R90CP                       | D    | 348   |
| 5      | C1     | 23  | Nissan Motorsports International          | Masahiro Hasemi Kazuyoshi Hoshino Toshio Suzuki          | Nissan 4.2L Turbo V8               | D    | 348   |
| 6      | C1     | 36  | Toyota Team Tom's                         | Geoff Lees Masanori Sekiya Hitoshi Ogawa                 | Toyota 90C-V                       | B    | 347   |
| 6      | C1     | 36  | Toyota Team Tom's                         | Geoff Lees Masanori Sekiya Hitoshi Ogawa                 | Toyota R32V 3.2L Turbo V8          | B    | 347   |
| 7      | C1     | 13  | Courage Compétition                       | Pascal Fabre Michel Trollé Lionel Robert                 | Cougar C24S                        | G    | 347   |
| 7      | C1     | 13  | Courage Compétition                       | Pascal Fabre Michel Trollé Lionel Robert                 | Porsche Type-935 3.0L Turbo Flat-6 | G    | 347   |
| 8      | C1     | 9   | Joest Porsche Racing                      | Louis Krages Stanley Dickens Bob Wollek                  | Porsche 962C                       | M    | 346   |
| 8      | C1     | 9   | Joest Porsche Racing                      | Louis Krages Stanley Dickens Bob Wollek                  | Porsche Type-935 3.0L Turbo Flat-6 | M    | 346   |
| 9      | C1     | 27  | Obermaier Racing                          | Jürgen Lässig Pierre Yver Otto Altenbach                 | Porsche 962C                       | G    | 341   |
| 9      | C1     | 27  | Obermaier Racing                          | Jürgen Lässig Pierre Yver Otto Altenbach                 | Porsche Type-935 3.0L Turbo Flat-6 | G    | 341   |
| 10     | C1     | 15  | Brun Motorsport                           | Harald Huysman Massimo Sigala Bernard Santal             | Porsche 962C                       | Y    | 335   |
| 10     | C1     | 15  | Brun Motorsport                           | Harald Huysman Massimo Sigala Bernard Santal             | Porsche Type-935 3.0L Turbo Flat-6 | Y    | 335   |
| 11     | C1     | 44  | Richard Lloyd Racing                      | John Watson Bruno Giacomelli Allen Berg                  | Porsche 962C                       | G    | 335   |
| 11     | C1     | 44  | Richard Lloyd Racing                      | John Watson Bruno Giacomelli Allen Berg                  | Porsche Type-935 3.0L Turbo Flat-6 | G    | 335   |
| 12     | C1     | 33  | Team Schuppan Omron Racing                | Hurley Haywood Wayne Taylor Rickard Rydell               | Porsche 962C                       | D    | 332   |
| 12     | C1     | 33  | Team Schuppan Omron Racing                | Hurley Haywood Wayne Taylor Rickard Rydell               | Porsche Type-935 3.0L Turbo Flat-6 | D    | 332   |
| 13     | C1     | 63  | Trust Racing Team                         | George Fouché Steven Andskär Shunji Kasuya               | Porsche 962C                       | D    | 330   |
| 13     | C1     | 63  | Trust Racing Team                         | George Fouché Steven Andskär Shunji Kasuya               | Porsche Type-935 3.0L Turbo Flat-6 | D    | 330   |
| 14     | C1     | 6   | Joest Porsche Racing                      | Jean-Louis Ricci Henri Pescarolo Jacques Laffite         | Porsche 962C                       | G    | 328   |
| 14     | C1     | 6   | Joest Porsche Racing                      | Jean-Louis Ricci Henri Pescarolo Jacques Laffite         | Porsche Type-935 3.0L Turbo Flat-6 | G    | 328   |
| 15     | C1     | 55  | Team Schuppan Omron Racing                | Eje Elgh Thomas Danielsson Thomas Mezera                 | Porsche TS962                      | D    | 326   |
| 15     | C1     | 55  | Team Schuppan Omron Racing                | Eje Elgh Thomas Danielsson Thomas Mezera                 | Porsche Type-935 3.0L Turbo Flat-6 | D    | 326   |
| 16     | C1     | 11  | Porsche Kremer Racing                     | Patrick Gonin Philippe Alliot Bernard de Dryver          | Porsche 962CK6                     | Y    | 319   |
| 16     | C1     | 11  | Porsche Kremer Racing                     | Patrick Gonin Philippe Alliot Bernard de Dryver          | Porsche Type-935 3.0L Turbo Flat-6 | Y    | 319   |
| 17     | C1     | 84  | Nissan Performance Technology Inc. (NPTI) | Steve Millen Michael Roe Bob Earl                        | Nissan R90CK                       | G    | 311   |
| 17     | C1     | 84  | Nissan Performance Technology Inc. (NPTI) | Steve Millen Michael Roe Bob Earl                        | Nissan VRH35Z 3.5L Turbo V8        | G    | 311   |
| 18     | C1     | 21  | Spice Engineering                         | Fermín Velez Tim Harvey Chris Hodgetts                   | Spice SE90C                        | G    | 308   |
| 18     | C1     | 21  | Spice Engineering                         | Fermín Velez Tim Harvey Chris Hodgetts                   | Ford Cosworth DFZ 3.5L V8          | G    | 308   |
| 19     | C1     | 20  | Team Davey                                | Max Cohen-Olivar Giovanni Lavaggi Tim Lee-Davey          | Porsche 962C                       | D    | 306   |
| 19     | C1     | 20  | Team Davey                                | Max Cohen-Olivar Giovanni Lavaggi Tim Lee-Davey          | Porsche Type-935 3.0L Turbo Flat-6 | D    | 306   |
| 20     | GTP    | 203 | Mazdaspeed Co. Ltd.                       | Takashi Yorino Yoshimi Katayama Yojiro Terada            | Mazda 767B                         | D    | 304   |
| 20     | GTP    | 203 | Mazdaspeed Co. Ltd.                       | Takashi Yorino Yoshimi Katayama Yojiro Terada            | Mazda 13J 2.6L 4-Rotor             | D    | 304   |
| 21     | C2     | 116 | PC Automotive                             | Richard Piper Olindo Iacobelli Mike Youles               | Spice SE89C                        | G    | 304   |
| 21     | C2     | 116 | PC Automotive                             | Richard Piper Olindo Iacobelli Mike Youles               | Ford Cosworth DFL 3.3L V8          | G    | 304   |
| 22     | C1     | 82  | Courage Compétition                       | Hervé Regout Alain Cudini Costas Los                     | Nissan R89C                        | G    | 300   |
| 22     | C1     | 82  | Courage Compétition                       | Hervé Regout Alain Cudini Costas Los                     | Nissan VRH35Z 3.5L Turbo V8        | G    | 300   |
| 23     | C2     | 102 | Graff Racing                              | Xavier Lapeyre Jean-Philippe Grand Michel Maisonneuve    | Spice SE89C                        | G    | 291   |
| 23     | C2     | 102 | Graff Racing                              | Xavier Lapeyre Jean-Philippe Grand Michel Maisonneuve    | Ford Cosworth DFL 3.3L V8          | G    | 291   |
| 24     | C1     | 10  | Porsche Kremer Racing                     | Kunimitsu Takahashi Sarel van der Merwe Hideki Okada     | Porsche 962CK6                     | Y    | 279   |
| 24     | C1     | 10  | Porsche Kremer Racing                     | Kunimitsu Takahashi Sarel van der Merwe Hideki Okada     | Porsche Type-935 3.0L Turbo Flat-6 | Y    | 279   |
| 25     | C2     | 103 | Team Mako                                 | Robbie Stirling James Shead Ross Hyett                   | Spice SE88C                        | G    | 274   |
| 25     | C2     | 103 | Team Mako                                 | Robbie Stirling James Shead Ross Hyett                   | Ford Cosworth DFL 3.3L V8          | G    | 274   |
| 26     | C1     | 19  | Team Davey                                | Kasunori Iketani Patrick Trucco Pierre de Thoisy         | Porsche 962C                       | D    | 261   |
| 26     | C1     | 19  | Team Davey                                | Kasunori Iketani Patrick Trucco Pierre de Thoisy         | Porsche Type-935 3.0L Turbo Flat-6 | D    | 261   |
| 27     | C2     | 131 | GP Motorsport                             | Richard Jones Dudley Wood Stephen Hynes                  | Spice SE87C                        | G    | 260   |
| 27     | C2     | 131 | GP Motorsport                             | Richard Jones Dudley Wood Stephen Hynes                  | Ford Cosworth DFL 3.9L V8          | G    | 260   |
| 28     | C2     | 132 | GP Motorsport                             | Craig Simmiss Alistair Fenwick Alex Postan               | Tiga GC289                         | G    | 255   |
| 28     | C2     | 132 | GP Motorsport                             | Craig Simmiss Alistair Fenwick Alex Postan               | Ford Cosworth DFL 3.9L V8          | G    | 255   |
| 29 DNF | C1     | 16  | Repsol Brun Motorsport                    | Oscar Larrauri Jésus Pareja Walter Brun                  | Porsche 962C                       | Y    | 353   |
| 29 DNF | C1     | 16  | Repsol Brun Motorsport                    | Oscar Larrauri Jésus Pareja Walter Brun                  | Porsche Type-935 3.0L Turbo Flat-6 | Y    | 353   |
| 30 DNF | C1     | 4   | Silk Cut Jaguar Tom Walkinshaw Racing     | Davy Jones Michel Ferté Eliseo Salazar                   | Jaguar XJR-12                      | G    | 282   |
| 30 DNF | C1     | 4   | Silk Cut Jaguar Tom Walkinshaw Racing     | Davy Jones Michel Ferté Eliseo Salazar                   | Jaguar 7.0L V12                    | G    | 282   |
| 31 DNF | C2     | 128 | Chamberlain Engineering                   | Philippe de Henning Charles Zwolsman Robin Donovan       | Spice SE90C                        | G    | 255   |
| 31 DNF | C2     | 128 | Chamberlain Engineering                   | Philippe de Henning Charles Zwolsman Robin Donovan       | Ford Cosworth DFZ 3.5L V8          | G    | 255   |
| 32 DNF | C1     | 83  | Nissan Performance Technology Inc. (NPTI) | Geoff Brabham Chip Robinson Derek Daly                   | Nissan R90CK                       | G    | 251   |
| 32 DNF | C1     | 83  | Nissan Performance Technology Inc. (NPTI) | Geoff Brabham Chip Robinson Derek Daly                   | Nissan VRH35Z 3.5L Turbo V8        | G    | 251   |
| 33 DNF | C1     | 38  | Toyota Team SARD                          | Pierre Henri Raphanel Roland Ratzenberger Noaki Nagasaki | Toyota 90C-V                       | D    | 241   |
| 33 DNF | C1     | 38  | Toyota Team SARD                          | Pierre Henri Raphanel Roland Ratzenberger Noaki Nagasaki | Toyota R32V 3.2L Turbo V8          | D    | 241   |
| 34 DNF | C1     | 1   | Silk Cut Jaguar Tom Walkinshaw Racing     | Martin Brundle Alain Ferté David Leslie                  | Jaguar XJR-12                      | G    | 220   |
| 34 DNF | C1     | 1   | Silk Cut Jaguar Tom Walkinshaw Racing     | Martin Brundle Alain Ferté David Leslie                  | Jaguar 7.0L V12                    | G    | 220   |
| 35 DNF | C1     | 85  | Team Le Mans                              | Takao Wada Anders Olofsson Maurizio Sandro Sala          | Nissan R89C                        | Y    | 182   |
| 35 DNF | C1     | 85  | Team Le Mans                              | Takao Wada Anders Olofsson Maurizio Sandro Sala          | Nissan VRH35Z 3.5L Turbo V8        | Y    | 182   |
| 36 DNF | C1     | 43  | Richard Lloyd Racing                      | Manuel Reuter JJ Lehto James Weaver                      | Porsche 962C GTi                   | G    | 181   |
| 36 DNF | C1     | 43  | Richard Lloyd Racing                      | Manuel Reuter JJ Lehto James Weaver                      | Porsche Type-935 3.0L Turbo Flat-6 | G    | 181   |
| 37 DNF | C2     | 107 | Pierre-Alain Lombardi                     | Pierre-Alain Lombardi Denis Morin Ferdinand de Lesseps   | Spice SE87C                        | G    | 170   |
| 37 DNF | C2     | 107 | Pierre-Alain Lombardi                     | Pierre-Alain Lombardi Denis Morin Ferdinand de Lesseps   | Ford Cosworth DFY 3.0L V8          | G    | 170   |
| 38 DNF | C2     | 105 | ADA Engineering                           | Ian Harrower John Sheldon Jerry Mahony                   | ADA 02B                            | G    | 164   |
| 38 DNF | C2     | 105 | ADA Engineering                           | Ian Harrower John Sheldon Jerry Mahony                   | Ford Cosworth DFL 3.3L V8          | G    | 164   |
| 39 DNF | GTP    | 201 | Mazdaspeed Co. Ltd.                       | Volker Weidler Bertrand Gachot Johnny Herbert            | Mazda 787                          | D    | 148   |
| 39 DNF | GTP    | 201 | Mazdaspeed Co. Ltd.                       | Volker Weidler Bertrand Gachot Johnny Herbert            | Mazda R26B 2.6L 4-Rotor            | D    | 148   |
| 40 DNF | GTP    | 202 | Mazdaspeed Co. Ltd.                       | Stefan Johansson Dave Kennedy Pierre Dieudonné           | Mazda 787                          | D    | 147   |
| 40 DNF | GTP    | 202 | Mazdaspeed Co. Ltd.                       | Stefan Johansson Dave Kennedy Pierre Dieudonné           | Mazda R26B 2.6L 4-Rotor            | D    | 147   |
| 41 DNF | C1     | 24  | Nissan Motorsports International          | Mark Blundell Julian Bailey Gianfranco Brancatelli       | Nissan R90CK                       | D    | 142   |
| 41 DNF | C1     | 24  | Nissan Motorsports International          | Mark Blundell Julian Bailey Gianfranco Brancatelli       | Nissan VRH35Z 3.5L Turbo V8        | D    | 142   |
| 42 DNF | GTP    | 230 | MOMO Gebhardt Racing                      | Gianpiero Moretti Nick Adams Günther Gebhardt            | Porsche 962C                       | G    | 138   |
| 42 DNF | GTP    | 230 | MOMO Gebhardt Racing                      | Gianpiero Moretti Nick Adams Günther Gebhardt            | Porsche Type-935 3.0L Turbo Flat-6 | G    | 138   |
| 43 DNF | C1     | 26  | Obermaier Racing                          | Jürgen Oppermann Harald Grohs Marc Duez                  | Porsche 962C                       | G    | 140   |
| 43 DNF | C1     | 26  | Obermaier Racing                          | Jürgen Oppermann Harald Grohs Marc Duez                  | Porsche Type-935 3.0L Turbo Flat-6 | G    | 140   |
| 44 DNF | C1     | 54  | Mussato Action Cars                       | Massimo Monti Fabio Magnani                              | Lancia LC2                         | D    | 86    |
| 44 DNF | C1     | 54  | Mussato Action Cars                       | Massimo Monti Fabio Magnani                              | Ferrari 308C 3.0L Turbo V8         | D    | 86    |
| 45 DNF | C1     | 37  | Toyota Team Tom's                         | Aguri Suzuki Johnny Dumfries Roberto Ravaglia            | Toyota 90C-V                       | B    | 64    |
| 45 DNF | C1     | 37  | Toyota Team Tom's                         | Aguri Suzuki Johnny Dumfries Roberto Ravaglia            | Toyota R32V 3.2L Turbo V8          | B    | 64    |
| 46 DNF | C1     | 12  | Courage Compétition                       | Bernard Thuner Alain Ianetta Pascal Pessiot              | Cougar C24S                        | G    | 57    |
| 46 DNF | C1     | 12  | Courage Compétition                       | Bernard Thuner Alain Ianetta Pascal Pessiot              | Porsche Type-935 3.0L Turbo Flat-6 | G    | 57    |
| 47 DNF | C2     | 113 | Etablissements Chereau                    | Philippe Farjon Jean Messaoudi                           | Cougar C20S                        | G    | 43    |
| 47 DNF | C2     | 113 | Etablissements Chereau                    | Philippe Farjon Jean Messaoudi                           | Porsche Type-935 2.8L Turbo Flat-6 | G    | 43    |
| 48 DNF | C2     | 106 | Automobiles Louis Descartes               | François Migault Gérard Tremblay Jacques Heuclin         | ALD C289                           | D    | 36    |
| 48 DNF | C2     | 106 | Automobiles Louis Descartes               | François Migault Gérard Tremblay Jacques Heuclin         | Ford Cosworth DFL 3.3L V8          | D    | 36    |
| 49 DNF | C1     | 25  | Nissan Motorsports International          | Kenny Acheson Martin Donnelly Olivier Grouillard         | Nissan R90CK                       | D    | 0     |
| 49 DNF | C1     | 25  | Nissan Motorsports International          | Kenny Acheson Martin Donnelly Olivier Grouillard         | Nissan VRH35Z 3.5L Turbo V8        | D    | 0     |
| DNS    | C1     | 8   | Joest Porsche Racing                      | Bob Wollek Jonathan Palmer Philippe Alliot               | Porsche 962C                       | M    | -     |
| DNS    | C1     | 8   | Joest Porsche Racing                      | Bob Wollek Jonathan Palmer Philippe Alliot               | Porsche Type-935 3.0L Turbo Flat-6 | M    | -     |

## Statistika
- Najboljši štartni položaj - #24 Nissan Motorsports International - 3:27.020
- Najhitrejši krog - #84 Nissan Performance Technology Inc. - 3:40.030
- Razdalja - 4882.4km
- Povprečna hitrost - 204.036km/h